# Enrico Fabris
Enrico Fabris (Asiago, Itàlia 1981) és un patinador de velocitat sobre gel italià que destacà en els Jocs Olímpics d'Hivern de 2006.

## Biografia
Va néixer el 5 d'octubre de 1981 a la població d'Asiago, situada a la província de Vicenza.

## Carrera esportiva
Als 20 anys va participar en els Jocs Olímpics d'Hivern de 2002 realitzats a Salt Lake City (Estats Units), on finalitzà en sezena posició en la prova dels 5.000 metres i vint-i-sisè en els 1.500 metres. En els Jocs Olímpics d'Hivern de 2006 realitzats a Torí (Itàlia) es convertí en el primer italià en guanyar una medalla olímpica en aquest esport gràcies a la medalla de bronze obtinguda en els 5.000 metres. Posteriorment aconseguí la medalla d'or en la prova dels 1.500 metres i en la prova de persecució per equips masculins, a més de finalitzar vuitè en els 10.000 metres. En els Jocs Olímpics d'Hivern de 2010 finalitzà sisè en la persecució masculina per equips, setè en els 5.000 metres i desè en la prova dels 1.500 metres.
Al llarg de la seva carrera ha aconseguit vuit medalles en el Campionat del Món de patinatge de velocitat sobre gel, si bé cap d'elles d'or. En el Campionat d'Europa de patinatge de velocitat sobre gel aconseguí fer-se en la victòria en la prova de combinada l'any 2006.

### Millors temps
| Prova     | Temps (min:seg.dec) | Seu                   | Data                   |
| --------- | ------------------- | --------------------- | ---------------------- |
| 500 m.    | 35.99               | Calgary-Olympic Oval  | 18 de març de 2006     |
| 1.000 m.  | 1:09.68             | Torí-Oval Lingotto    | 20 de gener de 2007    |
| 1.500 m.  | 1:43.68             | Salt Lake City-Kearns | 9 de novembre de 2007  |
| 3.000 m.  | 3:40.23             | Calgary-Olympic Oval  | 5 de novembre de 2007  |
| 5.000 m.  | 6:06.06             | Salt Lake City-Kearns | 12 de desembre de 2009 |
| 10.000 m. | 13:10.60            | Calgary-Olympic Oval  | 19 de març de 2006     |